# Paginación de memoria

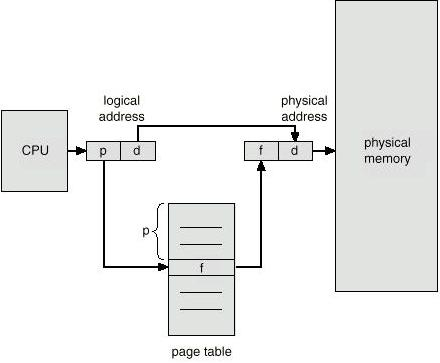
Ciencias de la Computación.(paginacion)

En sistemas operativos de computadoras, los sistemas de paginación de memoria dividen los programas en pequeñas partes o páginas, lo que vendría siendo la memoria lógica. Del mismo modo, la memoria "física" es dividida en trozos del mismo tamaño que las páginas llamados marcos de página. Ambos tipos de bloques son del mismo tamaño. De esta forma, al ejecutar un proceso, sus páginas se cargan desde el almacén de respaldo a los marcos disponibles. Además, la cantidad de memoria desperdiciada por un proceso es el final de su última página, lo que minimiza la fragmentación interna y evita la externa.
La fragmentación externa y, por tanto, la necesidad de compactación puede evitarse por completo empleando la paginación. Ésta consiste en que cada proceso está dividido en varios bloques de tamaño fijo llamados páginas, dejando de requerir que la asignación sea de un área contigua de memoria. La memoria se presentará a cada proceso como si fuera de su uso exclusivo. La memoria física se divide en una serie de marcos (frames), todos ellos del mismo tamaño, y el espacio para cada proceso se divide en una serie de páginas (pages), del mismo tamaño que los marcos. La MMU se encarga del mapeo entre páginas y marcos mediante tablas de páginas.
Tanto el tamaño de las páginas como de los marcos de páginas es definido por el hardware y suele ser una potencia de 2. Sabiendo entonces que muchos sistemas soportan un gran espacio de direcciones lógicas esto haría que nuestra tabla de páginas (la estructura de datos que sirve para conocer donde está el marco en el que se haya cargado una cierta página) sea excesivamente grande. Como una alternativa a esta situación, se propone "paginar las tablas de páginas", es decir, se divide a la tabla de páginas en fragmentos más pequeños.
El procedimiento para determinar el número de página asociado a una localidad de memoria específica es realizado por medio de la operación módulo, mediante el residuo es posible asociar los datos con el marco y la tabla de páginas. En general calcular el valor del módulo para la derivación de claves resulta muy eficiente porque necesita poco costo (computacional, de memoria). La operación módulo también sirve para validar qué páginas son reales y cuáles no; cabe recordar que la memoria virtual se presenta como lo máximo que la arquitectura ofrece como una dirección de memoria; por tanto, no todas las páginas son verdaderas; para determinar cuáles páginas pueden ser direccionadas por la memoria física (limitada por número de pines), se realiza la operación módulo.
En un momento cualquiera, la memoria se encuentra ocupada con páginas de diferentes procesos, mientras que algunos marcos están disponibles para su uso. El sistema operativo mantiene una lista de estos últimos marcos, y una tabla por cada proceso, donde consta en qué marco se encuentra cada página del proceso. De esta forma, las páginas de un proceso pueden no estar continuamente ubicadas en memoria, y pueden intercalarse con las páginas de otros procesos.
En la tabla de páginas de un proceso, se encuentra la ubicación del marco que contiene a cada una de sus páginas. Las direcciones lógicas ahora se forman como un número de página y de un desplazamiento dentro de esa página (conocido comúnmente como offset). El número de página es usado como un índice dentro de la tabla de páginas, y una vez obtenida la dirección del marco de memoria, se utiliza el desplazamiento para componer la dirección real o dirección física. Este proceso se realiza en una parte del computador específicamente diseñada para esta tarea, es decir, es un proceso hardware y no software.
De esta forma, cuando un proceso es cargado en memoria, se cargan todas sus páginas en marcos libres y se completa su tabla de páginas. 
Veamos un ejemplo:
| Número de marco | Programa.#página | Dirección física |
| --------------- | ---------------- | ---------------- |
| 0               | Programa A.0     | 1000:0000        |
| 1               | Programa A.1     | 1000:1000        |
| 2               | Programa A.2     | 1000:2000        |
| 3               | Programa B.0     | 1000:3000        |
| 4               | Programa B.1     | 1000:4000        |
| 5               | Programa C.0     | 1000:5000        |
| 6               | Programa C.1     | 1000:6000        |
| 7               | Programa D.2     | 1000:7000        |

La tabla de la derecha muestra una posible configuración de la memoria en un momento dado, con páginas de 4Kb. La forma en que se llegó a este estado puede haber sido la siguiente:
Se tienen cuatro procesos, llamados A, B, C y D, que ocupan respectivamente 3, 2, 2 y 3 páginas.
1. El programa A se carga en memoria (se le asignan los marcos 0, 1 y 2)
2. El programa B se carga en memoria (se le asignan los marcos 3 y 4)
3. El programa C se carga en memoria (se le asignan los marcos 5 y 6)
4. El programa B termina, liberando sus páginas
5. El programa D se carga en memoria (se le asignan los marcos 3 y 4 que usaba el proceso B y el marco 7 que permanecía libre)

De esta forma, las tablas simplificadas de cada proceso se ven de esta forma:
| Página | Dirección física |
| ------ | ---------------- |
| 0      | 1000:0000        |
| 1      | 1000:1000        |
| 2      | 1000:2000        |

| Página | Dirección física |
| ------ | ---------------- |
| -      | -                |
| -      | -                |

| Página | Dirección física |
| ------ | ---------------- |
| 0      | 1000:5000        |
| 1      | 1000:6000        |

| Página | Dirección física |
| ------ | ---------------- |
| 0      | 1000:3000        |
| 1      | 1000:4000        |
| 2      | 1000:7000        |

Ahora consideremos qué sucede cuando un programa quiere acceder a su memoria. Si el programa A contiene una referencia a la memoria con dirección 20FE, se realizará el siguiente procedimiento.
20FE es 0010000011111110 en notación binaria (en un sistema de 16 bit), y en el ejemplo se están usando páginas de 4Kb de tamaño. Cuando la petición de la dirección de memoria 20FE es realizada, la Unidad de Gestión de memoria se ve de esta forma:
```

0010000011111110 = 20FE
|__||__________|
 |       |
 |       v
 |      Posición de memoria dentro de la página (0FE)
 v
Número de página (0010 = 2)

```

| n = @ página física | V | P | L | E | M |

```
* n = bits de la @ lógica -log2(número de palabras de una página).
* V: bit de validez.
* P: bit de persistencia.
* L: bit de derecho a lectura.
* E: bit de derecho a escritura.
* M: bit de modificación.

```

Al usar páginas de 4096 bytes, todas las ubicaciones dentro de una página pueden ser representadas por 12 bits, en el sistema binario (212=4096), lo que deja 4 bits para representar el número de página. Si las páginas hubieran sido de la mitad del tamaño (2048) se podrían tener 5 bits para el número de página, lo que significa que a menor tamaño de página se pueden tener tablas con más páginas.
Cuando el pedido de acceso a memoria es realizado, la MMU busca en la tabla de páginas del proceso que realizó el pedido por la relación en memoria física. En nuestro ejemplo, la página número 2 del proceso A corresponde al marco número 2 en memoria física, con dirección real 1000:2000, por lo tanto, la MMU devolverá la dirección del marco en memoria física, con el desplazamiento dentro de esa página: 1000:20FE.

## Paginación en memoria virtual
El único inconveniente de paginación pura es que todas las páginas de un proceso deben estar en memoria para que se pueda ejecutar. Esto hace que si los programas son de tamaño considerable, no puedan cargarse muchos a la vez, disminuyendo el grado de multiprogramación del sistema. Para evitar esto, y aprovechando el principio de cercanía de referencias donde se puede esperar que un programa trabaje con un conjunto cercano de referencias a memoria (es decir con un conjunto residente más pequeño que el total de sus páginas), se permitirá que algunas páginas del proceso sean guardadas en un espacio de intercambio (fragmentación interna) mientras no se necesiten. 
Cuando la paginación se utiliza junto con memoria virtual, el sistema operativo mantiene además el conocimiento sobre qué páginas están en memoria principal y cuáles no, usando la tabla de paginación. Si una página buscada está marcada como no disponible (tal vez porque no está presente en la memoria principal, pero sí en el área de intercambio), cuando la CPU intenta referenciar una dirección de memoria en esa página, la MMU responde levantando una excepción (comúnmente llamada fallo de página). Si la página se encuentra en el espacio de intercambio, el sistema operativo invocará una operación llamada intercambio de página, para traer a memoria principal la página requerida. La operación lleva varios pasos. Primero se selecciona una página en memoria, por ejemplo una que no haya sido usada recientemente (para más detalles ver algoritmos de reemplazo de páginas). Si la página fue modificada, se escribe la misma en el espacio de intercambio. El siguiente paso en el proceso es leer la información en la página necesitada desde el espacio de intercambio. Cuando esto sucede, las tablas para traducción de direcciones virtuales a reales son actualizadas para reflejar los contenidos de la memoria física. Entonces el intercambio de página sale, y el programa que usó la dirección que causó la excepción es vuelto a ejecutar desde el punto en que se dio la misma y continúa como si nada hubiera pasado. También es posible que una dirección virtual sea marcada como no disponible porque no fue localizada previamente. En estos casos, una página de memoria es localizada y llenada con ceros, la tabla de paginación es modificada para mostrar los cambios y el programa se reinicia como en el otro caso.
Si la página que ha provocado el fallo de página no se encuentra en el espacio de intercambio, habrá que ir a buscarla a la unidad de disco. El proceso, por lo demás sería análogo.